# كوجي أوهارا
كوجي أوهارا (باليابانية: 上原浩治 ) (و. 1975  م) هو لاعب كرة قاعدة، من اليابان، ولد في نياغاوا، أوساكا، شارك في الألعاب الأولمبية الصيفية 2008، والألعاب الأولمبية الصيفية 2004، يلعب كمرسل الكرة ‏.

## روابط خارجية
- كوجي أوهارا على موقع دوري كرة القاعدة الرئيسي (الإنجليزية)
- كوجي أوهارا على موقع الدوري الياباني لكرة القاعدة (الإنجليزية)
- كوجي أوهارا على موقعبيزبول رفرنس.كوم (الدوري الرئيسي) (الإنجليزية)
- كوجي أوهارا على موقعبيزبول رفرنس.كوم (الدوري الثانوي) (الإنجليزية)
- كوجي أوهارا على موقع إي إس بي إن.كوم (أم.أل.بي) (الإنجليزية)
- كوجي أوهارا على موقع مشجعي الرسوم البيانية (الإنجليزية)
- كوجي أوهارا على موقع أوليمبيديا (الإنجليزية)